# NGC 2503
NGC 2503 је спирална галаксија у сазвежђу Рак која се налази на NGC листи објеката дубоког неба.
Деклинација објекта је + 22° 24' 0" а ректасцензија 8h 0m 36,8s. Привидна величина (магнитуда) објекта NGC 2503 износи 14,0 а фотографска магнитуда 14,8. NGC 2503 је још познат и под ознакама UGC 4158, MCG 4-19-19, CGCG 118-41, KARA 222, PGC 22453.